# محمد الشريف زرقين
محمد الشريف زرقين (بالفرنسية: Mohamed-Chérif Zerguine)‏، من مواليد 25 نوفمبر 1963 في قسنطينة، الجزائر، كاتب جزائري يتحدث الفرنسية. ناشط في مجال حقوق الطفل، وكاتب مقالات، وملحن، ومستشار كمبيوتر صناعي، ومهتم بالطفولة المهجورة.

## النشأة

### الطفولة
ولد من أبوين مجهولين في 25 نوفمبر 1963 في قسنطينة، وتم التخلي عنه في 29 نوفمبر 1963 في المستشفى المدني بالمدينة نفسها، على يد شابة مسلمة أدخلت سرًا في 14 نوفمبر 1963، ووضع في حضانة نوتردام. من رسل سيدي مبروك قسنطينة في 2 ديسمبر 1963، تم إعلانه تلميذًا من فئة الدولة «موجود» بموجب مرسوم المحافظة الصادر في 7 ديسمبر 1963. شائعات عن والده. تبنته عائلة قسطنطينية في 12 مارس 1964، وقضى طفولته بين فرنسا والجزائر. تأثرت فترة مراهقته بالموسيقى، وذلك بفضل والديه بالتبني، اللذين كانت لديهما فكرة تسجيله في مدرسة الموسيقى في أورليانز. منذ سن الرابعة عشر، انضم إلى مجموعة موسيقية، وعزف في الأماكن العامة وقام بتأليف بعض الأغاني بما في ذلك من اليوم الذي كان أول عمل له ككاتب أغاني.
انفصال أجداده بالتبني في سن السادسة، وسوء فهم عائلته الجديدة في أورليان (فرنسا) بالإضافة إلى المراهقة المؤلمة بسبب اكتشاف مكانته والشائعات حول والده الذي سيكون رجلاً عسكريًا قويًا، يميزه بعمق.

### المسيرة المهنية
في مارس 2009 في الجزائر، نشر شهادته  «حول حالة الأطفال المهجورين، تلميذ الدولة». الخوف من المجهول ، وعلى نفس المنوال، أنتج فيلمًا قصيرًا بعنوان اسمي يطارد ليالي  ·  ·  من أجل توعية المتبنين لجعل أطفالهم بالتبني يكبرون مع حقائقهم. ثم استثمر في توعية العديد من الشخصيات العامة وانتهى به الأمر بالحصول على دعم وزير التضامن الوطني جمال ولد عباس  لتنظيم أربعة مؤتمرات إقليمية، 30 أبريل 2009 في قسنطينة، 7 مايو 2009 في وهران، 14 مايو، 2009 في ورقلة و 1 يونيو 2009 في الجزائر العاصمة تحت رعاية رئيس الجمهورية السيد عبد العزيز بوتفليقة. بحضور جميع مديري وزارة التضامن الوطني بناء على تعليمات الوزير جمال ولد عباس. هذا الأخير شديد القلق والحساسية، يوجه خدماته لنشر دعوة وكتاب محمد شريف زرقين إلى جميع الإدارات والقطاعات المعنية بالموضوع.
على هامش هذا الحدث، يشركه الوزير في حضور لقاء وطني لإصلاح آليات دعم الأطفال المحرومين من الأسرة، ويكتشف أن المشكلة الرئيسية تكمن في عزوف المتدينين. بعد عدة خطوات وزيارات مجاملة لاستخراج الدعم اللازم، نظّم مع إدارة الشؤون الدينية لقسنطينة لقاءً حول موضوع المولود تحت العاشر مع جميع أئمة ومرشدي ولاية قسنطينة بدار الإمام. (الكتانية)  ·  ، 2 سبتمبر 2009. من هناك تبدأ سلسلة لقاءات وأبحاث في جامعة العلوم الإسلامية «الأمير عبد القادر» بدعم من رئيس الجامعة الأستاذ عبد الله بوخلخل ، المتخصص في الأديان المقارنة، الأستاذ عبد القادر بخوش. وأستاذ جامعة الجزائر محمد خالد سطامبولي  متخصص في الحديث.
دعت مليكة بن عرب أتو  عضو البرلمان الأوروبي، بعد حملة التوعية ومشاركة العلوم الإسلامية، كانون الأول / ديسمبر 2010 للذهاب إلى البرلمان الأوروبي في ستراسبورغ من أجل الحوار حول هذه القضية وعلى وجه الخصوص حول عيوب الكفالة (دعم الأطفال المحرومين). من عائلة مسلمة). في اليوم التالي لهذا الاجتماع المثمر، قدمت لها عضو البرلمان الأوروبي كتابها الثاني «ولدت تحت X في العالم العربي الإسلامي»، من أجل دعم عملها.

## المتحدث
في أبريل 2011، عاد مع كتيب، «وُلد تحت X في العالم العربي الإسلامي»  ·  ، وطرح التساؤل علي المفسرين الدينيين في مسالة استخدام الحمض النووي  لإثبات بنوة الطفل المولود خارج الزواج عند تحديد السلف. على رأسهم فقهاء وشخصيات وطنية، منهم المحامية المتشددة فاطمة زهرة بنبراهم، المخرجة نادية العبيدي الشرابي، الحركة النسوية والجمعوية وبعض أعضاء مجلسي البرلمان، يلتزمون برؤيته ويدعمونها. أثار هذا الكتاب في ربيع عام 2011 العديد من المناقشات  ، Entv ، mbc ، الإذاعات الوطنية  ، والصحافة المحلية والمكتوبة  ·  ·  · , في نهاية هذا النقاش، تم تنظيم مؤتمر في 1 يونيو 2011 في جامعة العلوم الإسلامية  «أمير عبد القادر» في قسنطينة  · ، وقد سمح الأخير بالتصاق ودعم العديد من المتخصصين. الحديث. ·  بعد أيام قليلة، استقبله رئيس المجلس الإسلامي الأعلى، البروفيسور الشيخ بوعمران، وفي 17 يونيو 2011، أعرب الدكتور محمد شريف قاهر، رئيس الهيئة الوطنية للإفتاء في المجلس الإسلامي الأعلى، عن موقفه. بشكل إيجابي على السؤال:
«بالنظر إلى حجم ظاهرة المواليد خارج إطار الزواج، أصر على أن الاجتهاد في مسألة النسب لا مفر منه. كما أنه من الضروري العمل على إيجاد توافق حول الاختلافات التي تفرق بين رجال الدين. في إشارة إلى الآية 5 من سورة الأحزاب -» ادْعُوهُمْ لِآبَائِهِمْ هُوَ أَقْسَطُ عِندَ اللَّهِ ۚ فَإِن لَّمْ تَعْلَمُوا آبَاءَهُمْ فَإِخْوَانُكُمْ فِي الدِّينِ وَمَوَالِيكُمْ ۚ وَلَيْسَ عَلَيْكُمْ جُنَاحٌ فِيمَا أَخْطَأْتُم بِهِ وَلَٰكِن مَّا تَعَمَّدَتْ قُلُوبُكُمْ ۚ وَكَانَ اللَّهُ غَفُورًا رَّحِيمًا (5) «- يوافق غالبية رجال الدين على إنكار حق الطفل المولود خارج إطار الزواج باسم والده والميراث، ومن هنا جاء رفض استخدام اختبار الحمض النووي.»
خلال عام 2012، عشية الاحتفال باليوم العالمي للطفل، ظهر محمد شريف زرقين من جديد ببيان مناهض للطفولة ، من أجل ثني السياسيين عن استخدام هذه القضية الحساسة. وقد عرض الأخير في لقاء  من الفقهاء والمختصين في الشريعة، الذي نظمته العصا الوطنية في جامعة الأمير عبد القادر للعلوم الإسلامية بقسنطينة  في 1 يونيو 2012، وفي اللقاء الوطني الذي نظمه منتدى فورم  بمناسبة الذكرى السنوية. إعلان حقوق الطفل في فندق هيلتون بالجزائر العاصمة ، 20 نوفمبر 2012. وفي نهاية هذا الاجتماع الوطني بالجزائر العاصمة، تم تعيينه رئيسًا لـ "حقوق الأطفال المولودين تحت x " وعضوًا في اللجنة العلمية. مجلس مرصد حقوق الطفل.
في يناير 2013، بعد أربع سنوات من المناصرة الشرسة، حصل على تنظيم مؤتمر وطني من كلية التعاليم الدينية  · ,، مكرسًا حصريًا لمساعدة الطفولة. نقاش حول الولادات في إطار التربية الجنسية والجنسية تحت رعاية أعلى جامعة جزائرية للعلوم الإسلامية، من أجل تقديم التوصيات الوقائية والتحقق من صحتها خلال هذا الاجتماع. · .
صدى أفعاله بعد عبوره الحدود الجزائرية، سوف يستثمر في عام 2013 جنبًا إلى جنب مع نشطاء حقوق الطفل التونسيين من أجل إضفاء الطابع الدستوري على المصلحة العليا للطفل. ستقوم اليونيسف بتونس والمعهد الوطني التونسي لحماية الطفل (INPE) بإشراكه في سلسلة من التدخلات في الحمامات وسوسة، من أجل زيادة الوعي من خلال شهادته بين المحافظين الذين يتوخون الحذر بشأن الأطفال المولودين، باستثناء حفلات الزفاف.
بالنسبة لعام 2014، تم اعتماد تكريس النشطاء الجزائريين للاعتراف بالأطفال المهجورين ورعايتهم ببراعة من خلال مسودة مراجعة الدستور الجزائري. الطفل المهجور وغير المنتسب (ناهيك عن أنه ولد تحت س)، مدعوم بالكامل من الدولة، وهو نصر إذا تحقق بالموافقة على هذا المشروع، سيفتح بابًا كبيرًا للمشرع لإصلاح شامل للقضية وبالتالي رعاية أفضل للأجيال القادمة. من الآن فصاعدًا، هو ليس فقط الشخص الذي نهض بافتراض وضعه كطفل وُلد تحت س في مجتمع محافظ ومعادٍ علاوة على ذلك، ولكن أفعاله يتم الاعتراف بها ودعمها وسماعها من قبل أعلى مستويات السلطة.
في فبراير 2015، تم الاحتفاظ باسمه بين ثلاثين شخصية وطنية ودولية، بما في ذلك الدبلوماسي الجزائري الأخضر الإبراهيمي  ، ورجل الأعمال أسعد ربراب  ، والفيلسوف التونسي يوسف الصديق  ، والصناعي والاقتصادي ليد بنعمور وعبد الحق لاميري  ، العالم في معهد ماساتشوستس للتكنولوجيا كامل يوسف التومي ،، وغيرهم، للمشاركة تحت شعار «نجاح» في النسخ الثالثة من فكرة 2015  ·  ·  في فندق الأوراسي الجزائر. في هذا الحدث أمام جمهور من الشخصيات وأكثر من 1700 مشارك من بينهم 500 طالب، سيترافع كالعادة ضد إخوانه من البشر.
من المغامرة الإنسانية التونسية، سيلتقي ناشطًا نشطًا ومؤثرًا للغاية في تونس. عرضت أحلام محمود بوفايد ، مديرة طبعات سيلي (بالفرنسية: Celi-Éditions)‏ ورئيسة الجمعية الدولية لتطوير التعليم المدرسي (A.I.D.A.S)، نشرها ودعمها في كفاحها. وكان في أعقاب هذا الاجتماع أنه في 29 مارس 2015، قدم محمد شريف زرقين برفقة محرره كتابه الرابع حول موضوع الطفولة المهجورة «رماد دموع» (بالفرنسية: Cendres de Tears)‏ في معرض الكتاب الدولي  في تونس ومعرض الجزائر للكتاب (SILA 2015) في 29 أكتوبر 2015.
في 16 فبراير 2016، دعاه المضيف الأدبي يوسف ساياه إلى برامجه كتب التعبيرات (بالفرنسية: Expressions livres)‏ على قناة الجزائر «وورقة ثرثارة» (بالفرنسية: Papier bavard)‏ على إذاعة القناة 3 بالجزائر، من أجل تقديم كتابه «رماد دموع» (بالفرنسية: Cendres de Larmes)‏ الذي نشرته طبعات سيلي. يعلق محمد الشريف زرقين على الأحداث الجارية ويرحب بالتقدم غير المسبوق الذي شهدته الجزائر لتوها. تم اعتماد مشروع مراجعة الدستور لتوه في 7 فبراير 2016، ومن الآن فصاعدًا، كرست الدولة الدعم الكامل للأطفال الذين تم التخلي عنهم دون انتماء. طريقة رعاية الكفالة، لجعلها نهائية بتعديل المادة 125 من قانون الأسرة الجزائري. ولإلغاء الطابع المؤسسي عن المواضع، فإنه يدعو أيضًا إلى بناء آليات مبتكرة تسمح بإيداع الطفل في الحضانة منذ ولادته.
تباطؤ إصدار مرسوم تطبيق القانون الذي تم الترويج له بتاريخ 15 جويلية 2015 لتعزيز وحماية حقوق الطفل في الجزائر، وبعد تعيين وتنصيب المندوب الوطني لحماية الطفولة شريطة بموجب القانون نفسه، استغل محمد شريف زرقين، الذي تمت دعوته يوم السبت 3 ديسمبر 2016 في تمام الساعة 9.15 مساءً من قبل الصحفية ليلى بوزيدي في برنامج النقاط على أنا (بالفرنسية: Les Points sur les I)‏ على قناة الشروق الإخبارية، الفرصة للتنديد بهذه «عملية الإعدام».
كما أنه يضع على الطاولة الواقع القاسي للفتيات الصغيرات القاصرات اللائي ولدن تحت x في منازل الأطفال المحرومين من الأسر، وغالبًا ما يتعرضن للإيذاء أو الاستغلال أو الاغتصاب، وينتهي بهما الأمر في الغالب بحمل طفل في المستقبل سيولد أيضًا تحت س. ويذكر محمد شريف زرغين بقوة أن هؤلاء الضحايا هم من حراس الدولة، مما يمنحهم حق الحماية الدائمة من قبل الدولة، وأن وصيهم بلا منازع يظل رئيس الجمهورية.
كما يعود إلى التطبيق الخجول للمادة 40-2 من قانون الأسرة التي تسمح للقاضي باستخدام اختبار الحمض النووي من أجل إثبات النسب للأطفال المولودين خارج إطار الزواج.
محمد شريف زرقين، سيختتم بشكل صريح باستنكار تردد بعض أعضاء الأجهزة الأمنية والقضاة، فيما يتعلق بالرعاية الفعالة للفتيات القاصرات اللاتي يتعرضن للإيذاء الجنسي. المغتصبون الإجراميون، غالبًا ما يحميهم ازدواجية متأصلة ثقافيًا لتقاليد الأجداد الذكورية في معظم البلدان العربية والإسلامية، بما في ذلك الجزائر.

## الأعمال

### قصة السيرة الذاتية
2015 - رماد الدموع، طبعات سيلي تونس (ISBN 978-9938-846-44-7) 

### الاختبارات
2009 - مكتب الولاية - الخوف من المجهول (ISBN 978-9947-0-2538-3) 
2009 - ربــيــــب الــــدولــــة - الخــوف مـن المـجـهـول، النسخة العربية من تلميذ الدولة - الخوف من المجهول (ISBN 978-9947-0-1928-3) 
2011 - ولد تحت X في العالم العربي الإسلامي (ISBN 978-9947-0-3135-3) 

### الأعمال الجديدة
2013 - الرومانسية القاتلة
2014 - قسنطينة - هوية متعددة الأبعاد 

## اقتباسات
التناقض بين الكلمة الإلهية والتقاليد الإسلامية أو التلاعب الضخم بمصيرهم؟ » محمد شريف زرقين (ولد تحت X في العالم العربي الإسلامي، 2011، ص 25).
" الله ! خالق الحياة، رب العالمين، رحيم ورحيم. يعطينا الفرصة وهذا مدى الحياة لنتوب، ثم يحاسبنا الله تعالى! فلماذا ندين الطفل في بطن أمه حتى قبل أن يرى ضوء الشمس؟ » محمد شريف زركين (ولد تحت X في العالم العربي الإسلامي، 2011، ص 62)
«في رحم الفتاة ذات الأربعة عشر ينبوعًا، ترسبت البذور بعنف. اغتصاب، في خضم الجمر الذي لا يزال مشتعلًا بالنشوة العامة، لما كان سيصبح موطنًا مصيريًا ...» محمد شريف زركوين (في Cendres de Larmes ، 2015، ص 14)

## المساهمات الصحفية
- 2010 - لقد شاهدت سلوكًا لا يوصف تجاه من ولدوا تحت X. الوطن [64]
- 2012 - بيان الطفل المحروم من الاسرة. (الوطن) [65]
- 2012 - يجب إلغاء مفهوم المواليد تحت x. (الوطن) [66]
- 2014 - بقايا اضطهاد المسيحيين في إفريقيا. (الوطن) [67]
- 2014 - قسنطينة هوية ثقافية متعددة الأبعاد. (الوطن) [68]
- 2014 - الاضطرابات الشعبية. (الوطن) [69]
- 2014 - مراجعة الدستور - لماذا لا يكون الطفل المهجور رئيسًا للجمهورية؟ (الوطن) [70]
- 2014 - يعد استخدام اختبار الحمض النووي انتصارًا. (الوطن) [71]
- 2016 - رمي الطفل بين آليات شرعية غير موجودة وأخلاق إسلامية مبتورة. (الوطن)[72]

## فيلموغرافيات

### السيناريوهات
2009 اسمي يطارد ليالي فيلم قصير 

### إنجازات
2011 - The Fear of the Unknown، فيلم قصير (طبعة جديدة من اسمي تطارد ليالي التخويل رقم 2060)

## المؤلفات الشعرية
1982 - من اليوم 
1982 - إنها حياتي، إنها حزني
1982 - الحب الأول
1982 - وحده
1982 - قلبي بعيد عنك
1983 - وداع جدي، وداع جيدي
1984 - المهاجر